# フレッド・グウィン

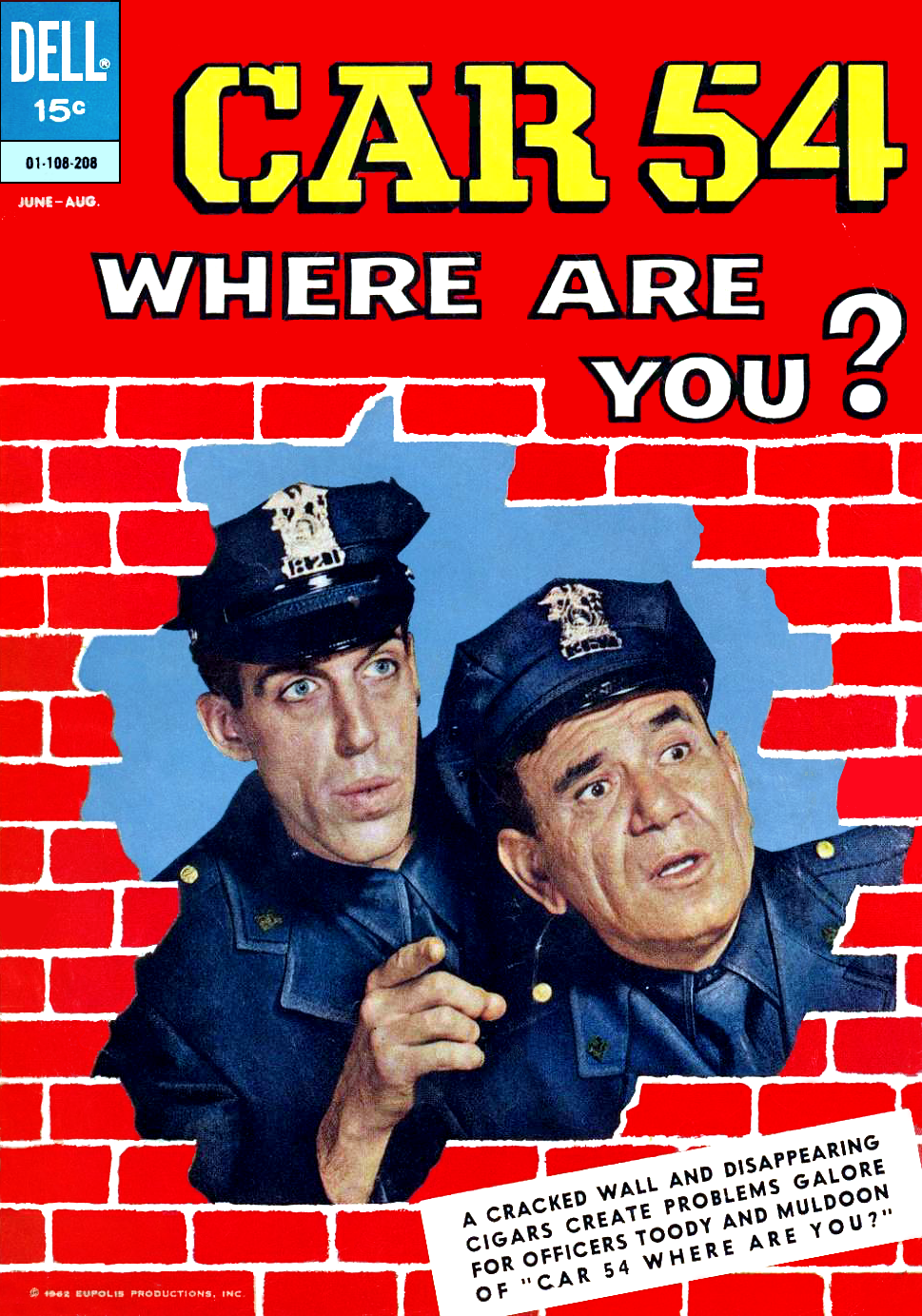

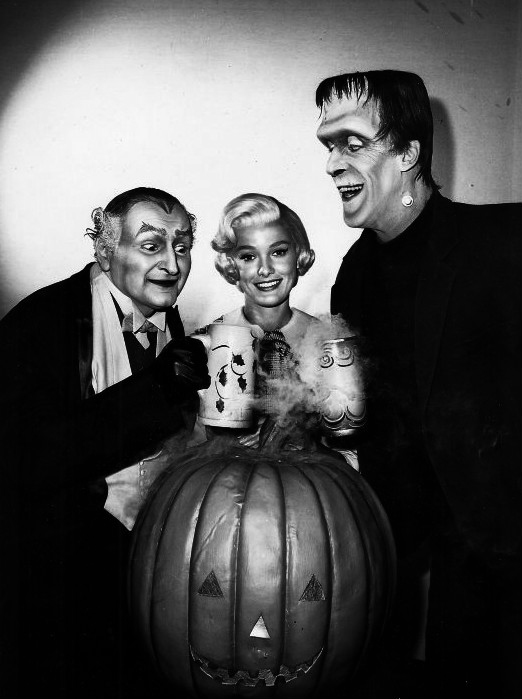
テレビシリーズ『マンスターズ』より（一番右）

フレッド・グウィン（Fred Gwynne,  1926年7月10日 - 1993年7月2日）は、アメリカ合衆国の俳優。

## 来歴
1926年、ニューヨークに生まれた。祖父がイギリスから移民したイギリス系の家庭だった。幼少期は父親の仕事の関係で、サウスカロライナ州、フロリダ州、コロラド州などを転々とした。後にハーバード大学を卒業し、第二次世界大戦時にはアメリカ海軍へ出兵している。退役後は母校のハーバード大学があるマサチューセッツ州のBrattle Theatreの舞台で経験を積み、ニューヨークへ。ニューヨークではその後ブロードウェイデビューも果たしている。
1954年にマーロン・ブランドが主演する『波止場』で映画デビュー。高身長であったことから、1964年からレギュラーキャストして出演したシットコム『マンスターズ』ではフランケンシュタインの怪物さながらの「ハーマン・マンスター」をコミカルに演じて、お茶の間でもその名が浸透し人気を博した。その後も様々な作品へ出演してキャリアを重ね、マイケル・J・フォックス主演の『摩天楼はバラ色に』やマイケル・ダグラス、グレン・クローズ出演の『危険な情事』、スティーヴン・キング原作のホラー小説を映画化したホラー映画『ペット・セマタリー』などへ出演している。

### 私生活
これまで2度の結婚歴があり、1951年に結婚したFoxy Gwynneとの間に5人の子供が生まれている。しかし、その後二人は1980年に離婚し、翌年の1981年にDeb Gwynneと再婚した。

### 死去
1993年7月、膵癌を患い、メリーランド州で死去。66歳だった。

## 出演作品

### 映画
- 波止場 On the Waterfront (1954)
- 怪物家族大暴れ Munster, Go Home! (1966)
- Mad Mad Scientist (1968) ※テレビ映画
- 毒薬と老嬢 Arsenic and Old Lace (1969) ※テレビ映画
- Anderson and Company (1969) ※テレビ映画
- The Littlest Angel (1969) ※テレビ映画
- ザ・ポリス The Police (1970)
- Dames at Sea (1971) ※テレビ映画
- ハーヴェイ Harvey (1972)
- ウディ・ガスリー/わが心のふるさと Bound for Freedom (1976)
- Captains Courageous (1977)
- ブラウン神父/ 恐怖のステージ Sanctuary of Fear (1979)
- ルナ La luna (1979)
- サイモン Simon (1980)
- A Day with Conrad Green (1980)
- The Munsters' Revenge (1981) ※テレビ映画
- 恋のジーンズ大作戦/巨人の女に手を出すな So Fine (1981)
- The Mysterious Stranger (1982) ※テレビ映画
- コットンクラブ The Cotton Club (1984)
- Water (1985)
- オフビート Off Beat (1986)
- 消えた花嫁 Vanishing Act (1986)
- ミリィ/少年は空を飛んだ The Boy Who Could Fly (1986)
- ペーパーバック殺人事件 Murder by the Book (1987)
- 摩天楼はバラ色に The Secret of My Succe$s (1987)
- 危険な情事 Fatal Attraction (1987)
- 黄昏に燃えて Ironweed (1987)
- Jake's M.O. (1987)
- 計画性の無い犯罪 Disorganized Crime (1989)
- ペット・セマタリー Pet Sematary (1989)
- Murder in Black and White (1990)
- Earthday Birthday (1990)
- ウディ・アレンの影と霧 Shadows and Fog (1991)
- いとこのビニー My Cousin Vinny (1992)
- リンカーン Lincoln (1992) ※テレビ映画

### テレビドラマ
- The Philco Television Playhouse (1952)
- You Are There (1953)
- スタジオ・ワン Studio One (1956)
- サスピション Suspicion (1957)
- Play of the Week (1961)
- 脱線パトカー54 Car 54, Where Are You? (1961 - 1963)
- Brenner (1964)
- マンスターズ The Munsters (1964 - 1966)
- ニューヨーク・テレビジョン・シアター New York Television Theatre (1966)
- Great Performances (1971)
- Norman Corwin Presents (1972)
- アメリカン・プレイハウス American Playhouse (1982)
- ケインとアベル Kane & Abel (1985)
- ディズニー・ランド Disneyland (1986)

## 参照
1. 1 2 3 4 5  “Fred Gwynne Biography”. 2014年8月17日閲覧。
2. ↑  https://www.nytimes.com/1993/07/03/obituaries/fred-gwynne-popular-actor-is-dead-at-66.html?src=pm